# Кервенд
Кервенд — село в Фюзулінському районі Азербайджану. Довгий час перебувало під окупацією Вірменії та невизнаної Республіки Арцах. 27 вересня 2020 року внаслідок зіткнень було визволено збройними силами Азербайджану.